# Gran Premio motociclistico d'Olanda 1951
Il Gran Premio motociclistico d'Olanda 1951  fu il quinto appuntamento del Motomondiale 1951.
Si svolse sabato 7 luglio 1951 sul circuito di Assen alla presenza di oltre 100.000 spettatori, e vide la vittoria di Geoff Duke su Norton in 500, di William Doran su AJS in 350 e di Gianni Leoni su FB Mondial in 125.

## Classe 500

### Arrivati al traguardo
| Pos. | Pilota            | Moto       | Tempo        | Punti |
| ---- | ----------------- | ---------- | ------------ | ----- |
| 1    | Geoff Duke        | Norton     | 1h 56' 03" 9 | 8     |
| 2    | Alfredo Milani    | Gilera     | +10" 5       | 6     |
| 3    | Enrico Lorenzetti | Moto Guzzi | +1' 51" 8    | 4     |
| 4    | John Lockett      | Norton     | +1' 52"      | 3     |
| 5    | Jack Brett        | Norton     | +2' 44" 1    | 2     |
| 6    | Len Perry         | Norton     | +1 giro      | 1     |

### Ritirati
| Pilota          | Moto       | Motivo ritiro      |
| --------------- | ---------- | ------------------ |
| Fergus Anderson | Moto Guzzi | uscita di pista    |
| Umberto Masetti | Gilera     | problemi meccanici |

## Classe 350

### Arrivati al traguardo
| Pos. | Pilota              | Moto      | Tempo        | Punti |
| ---- | ------------------- | --------- | ------------ | ----- |
| 1    | William Doran       | AJS       | 1h 44' 18" 1 | 8     |
| 2    | Bill Petch          | AJS       | +24" 9       | 6     |
| 3    | Ken Kavanagh        | Norton    |              | 4     |
| 4    | Rod Coleman         | AJS       |              | 3     |
| 5    | Simon Sandys-Winsch | Velocette |              | 2     |
| 6    | Bob Matthews        | Velocette |              | 1     |

## Classe 125

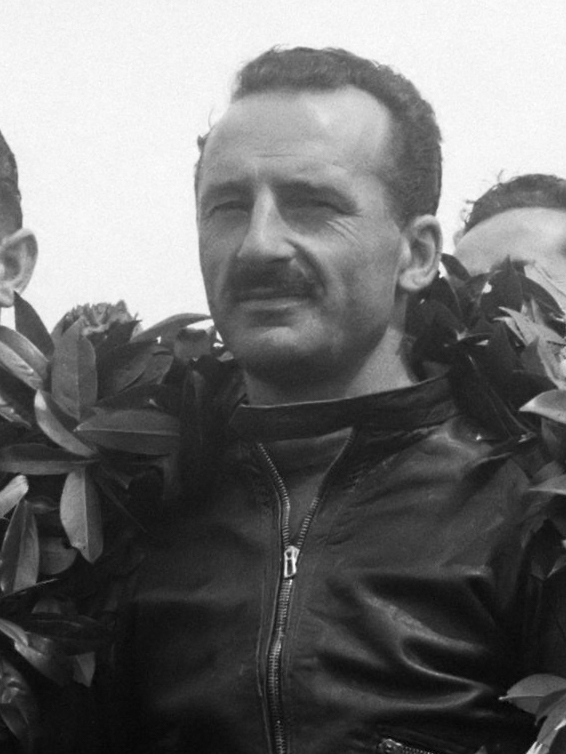
Il vincitore della 125 Gianni Leoni

### Arrivati al traguardo
| Pos | Pilota          | Moto        | Tempo        | Punti |
| --- | --------------- | ----------- | ------------ | ----- |
| 1   | Gianni Leoni    | FB Mondial  | 0h 56' 20" 5 | 8     |
| 2   | Luigi Zinzani   | Moto Morini | +2' 42" 4    | 6     |
| 3   | Leslie Graham   | MV Agusta   | +2' 46" 3    | 4     |
| 4   | Vittorio Zanzi  | Moto Morini | +2' 47" 4    | 3     |
| 5   | Franco Bertoni  | MV Agusta   | +3' 50" 4    | 2     |
| 6   | Emilio Mendogni | Moto Morini | +8' 44" 8    | 1     |

### Ritirati
| Pilota        | Moto       | Motivo ritiro  |
| ------------- | ---------- | -------------- |
| Carlo Ubbiali | FB Mondial | noie al motore |

## Fonti e bibliografia
- La Stampa, 8 luglio 1951, pag. 4.